# Мазан Михайло Семенович
Михайло Семенович Мазан (21 листопада 1920 — 12 грудня 1944) — радянський військовий льотчик періоду Другої світової війни. Герой Радянського Союзу (1946, посмертно).

## Біографія
Народився 21 листопада 1920 року в селі Улянівка (нині Петриківський район Січеславської області) у селянській родині. Українець. Закінчив 7 класів та школу ФЗУ. Працював слюсарем на заводі в Дніпропетровську.
В 1939 році закінчив аероклуб.
У РСЧА з 1940 року. У тому ж році закінчив Качинську військову авіаційну школу пілотів.
На фронтах німецько-радянської війни з грудня 1941 року. Заступник командира ескадрильї 85-го гвардійського винищувального авіаційного полку (6-та винищувальна авіаційна дивізія, 3-й гвардійський винищувальний корпус, 5-та повітряна армія (СРСР), 2-й Український фронт) гвардії капітан М. С. Мазан здійснив 210 бойових вильотів на літаку У-2 та 330 бойових вильотів на Як-9Д з бойовим нальотом в 314 годин 29 хв. Провів 91 повітряний бій, збивши 21 ворожий літак.
Загинув 12 грудня 1944 року при виконанні бойового завдання. Був похований у парку замку Тапіосентмартон (40 км півд.-схід. Будапешту, Угорщина).

## Звання та нагороди
15 травня 1946 року М. С. Мазану посмертно присвоєно звання Героя Радянського Союзу.
Також нагороджений:
- орденом Леніна
- 2-ма орденами Червоного Прапора.
- орденом Вітчизняної війни І ступеня
- медаллю